# جوم (عفرين)
جوم أو جقللي جوم (بالكردية: Çeqelê Cûmê‏) سابقًا هي قرية سوريّة تتبع إداريّاً لمحافظة حلب منطقة عفرين ناحية جنديرس. بلغ تعداد سكانها 346 نسمة حسب التعداد السكاني لعام 2004، و1,205 نسمة حسب قيود السجل المدني لنهاية عام 2005.

## التسمية
اشتق اسم القرية من عشيرة جقللي الكرديّة و"جَقَلْ" تعني أيضاً ابن آوى باللغة الكرديّة حسب الدكتور محمد عبدو علي، أما جوم من سهل جومة وأُضيفت لتميز عن قرى تحمل نفس الاسم في ناحية شيخ الحديد.